# Платон (Левшин)
Митрополит Платон (в миру Петро Георгійович Левшин; 29 червня 1737, село Чашниково, Московська губернія — 11 листопада 1812) — придворний проповідник, законоучитель спадкоємця імператорського престолу, член Святійшого синоду, митрополит Московський і Коломенський.
Шукав можливість примирити Російську Церкву зі старообрядцями введенням єдиновір'я — дозволу богослужінь за старими (доніконовскими) книгами, «склав для одновірців правила, затверджені Синодом у 1801 році».
Автор праці «Коротка церковна російська історія» (М., 1805, у 2-х частинах), що став першим за часом систематичним курсом російської церковної історії, в якому вперше було відображено критичний підхід до джерел та історичних передань.

## Ранні роки
З 1761 року — ректор Троїцької лаврської семінарії, викладав у ній богослов'я. На цій посаді він усунув «мертву схоластику», яка «душила» навчальний процес у духовних школах, замінив навчальний посібник Альвара новою граматикою латинської мови, виданої в Петербурзі в 1746 році і виправленої Лебедєвим у 1762 році.
C 16 липня 1766 року — священно-архімандрит (настоятель) Троїце-Сергієвої Лаври; з січня 1768 року — член Святійшого Синоду.
10 жовтня 1770 року хіротонісаний митрополитом Київським і Галицьким Гавриїлом в єпископа Тверського і Кашинського з возведенням у сан архієпископа. Був залишенний на посаді архімандритом Троїце-Сергієвої Лаври і законовчителем спадкоємця російського престолу, у зв'язку з чим продовжував жити в Петербурзі, де в 1773 році йому доручили ще викладати закон Божий і нареченій спадкоємця, принцесі гессен-дармштадтській Вильгемині (Наталії Олексіївні).

## На московській кафедрі

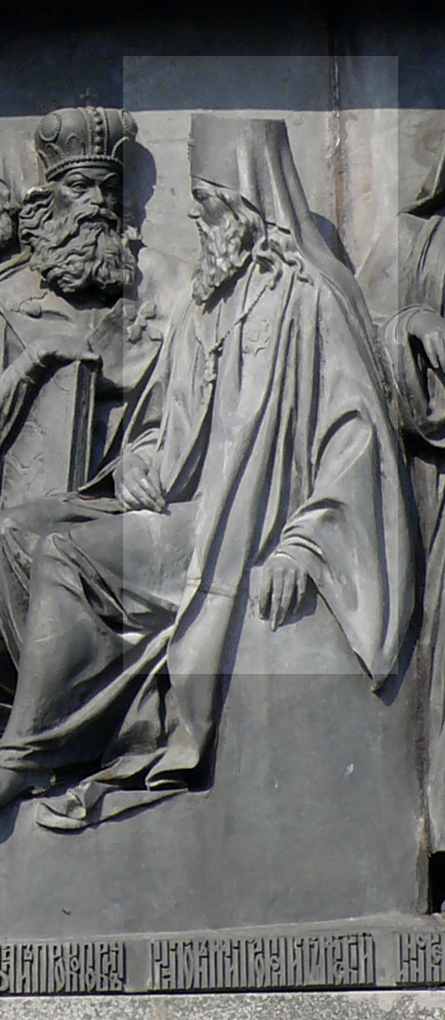
Митрополит Платон на Пам'ятнику «1000-річчя Росії» в Великому Новгороді

C 21 січня 1775 року — архієпископ Московський і Калузький. З 15 листопада того ж року — директор Слов'яно-латинської академії, яка при ньому стала Слов'яно-греко-латинська.
У 1783 році зайнявся будівництвом, «на власний кошт», Спасо-Вифанського монастиря поблизу Троїце-Сергієвої лаври.

Архієпископ Платон цікавився працями французьких енциклопедистів і терпимо ставився навіть до духовних шукань масонів. Розповідали, ніби на запит Катерини II про те, чи не гидко масонство духу християнства, він відповідав, що «молить Бога, щоб у всьому світі були християни такі, як Новиков». В «Братах Карамазових» наведено також відомий анекдот про зустріч Платона з Дідро, який звучить (в інтерпретації Олександри Смирнової) наступним чином:
|  | Митрополит Платон был ещё в Петербурге. Дидерот изъявил желание его видеть, вошёл в комнату и сказал по латыни: «Нет Бога», с торжественным видом, полагая, что Платон не знает по-латыни, но очень удивился, когда тот ему сказал: «Рече безумец в сердце своём», показал ему дверь и ушёл. |

29 червня 1787 року возведений у сан митрополита (з 16 жовтня 1799 носив титул «Московський і Коломенський»).
2 лютого 1792 року, відчуваючи вороже до себе ставлення з боку синодального керівництва, подав прохання про звільнення від єпархіального управління; в проханні було відмовлено.
По вступі на престол імператора Павла Петровича 6 листопада 1796 року протестував проти введення ним практики нагородження духовенства державними орденами, ставши одним із двох перших ієрархів, нагороджених орденом Андрія Первозванного; здійснив його коронацію; на прохання деяких дворян, направив імператору пастирське послання, в якому засуджував його за суворе поводження з дворянами, і отримав у відповідь указ зовсім не виїжджати з Москви.
Був першим ієрархом Російської православної церкви, який набрав прямі відносини з Англіканською церквою. Як повідомляв один з його біографів, «англійські допитливі богослови через повноважного міністра при дворі Великої Британії С. М. Воронцова поставилися з питаннями до митрополита Московського про поділ і різниці Східної Церкви від Західної, про Святе Хрещення і поклоніння святим іконам... Митрополит, повідомивши англійською богословам свої зауваження про ці важливі і цікавому предмети, послав їм і свій твір про Християнському Богослів'ї у латинському перекладі з тим наміром, як він висловився у своєму посланні, „щоб із нього могли краще зрозуміти силу того вчення, якому слідує Греко-Російська Церква, і переконалися б у тому, що люди, що через край мудрагелями були, завжди зазіхають змішувати стародавнє з новим і невідоме з відомим“. Зауваження і книга митрополита Платона були прийняті в Англії з розумінням й інтересом. Вона переведена на англійську мову, його богословські погляди викладалися на лекціях в університетах Оксфорда та Глазго».
У 1800 році зіграв ключову роль в установі єдиновір'я: в 1801 році в Москві була відкрита перша єдиновірна церква на Введенському кладовищі.
15 вересня 1801 року здійснив коронацію Олександра I і його дружини Єлизавети Олексіївни.
13 червня 1811 року через важку хворобу звільнений від єпархіальних справ до одужання. Під час Французько-російської війни в 1812 році, будучи тяжкохворим, був відвезений з Москви, куди прибув, щоб бути зі своєю паствою.
Помер 11 листопада 1812 року у Віфанії. Відспівування над ним здійснив у Лаврі 16 листопада його вікарій єпископ Августин (Виноградський); був похований у печері нижньої церкви Лазарєва воскресіння Вифанского монастиря. Над могилою був поставлений з дикого каменю пам'ятник, на якому була написана складений самим Платоном епітафія: «Тут похований тілом Преосвященний Платон, Митрополит Московський, Архімандрит Троицкия Лаври і цієї Вифанскої обителі і при ній Семінарії засновник».
Коли храм був знищений в 1950-ті роки, останки пріснопам'ятного митрополита вдалося перепоховати в Свято-Духівському церкви Троїце-Сергієвої лаври. У вересні 1997 року з благословення патріарха Московського і всієї Русі Алексія II комісія під керівництвом археолога С. А. Бєляєва розкрила поховання митрополита Платона. Під підлогою Духівської церкви був виявлений склеп, а в склепі — труна з написом, що підтверджує належність останків. Єпископ Верейский Євген (Решетніков) переоблачил останки митрополита Платона, а 7 жовтня того ж року, після соборної панахиди, яку відслужив патріарх Алексій, прах ієрарха був похований у заново влаштованому склепі, всередині Духівської церкви, біля північної стіни.

## Твори

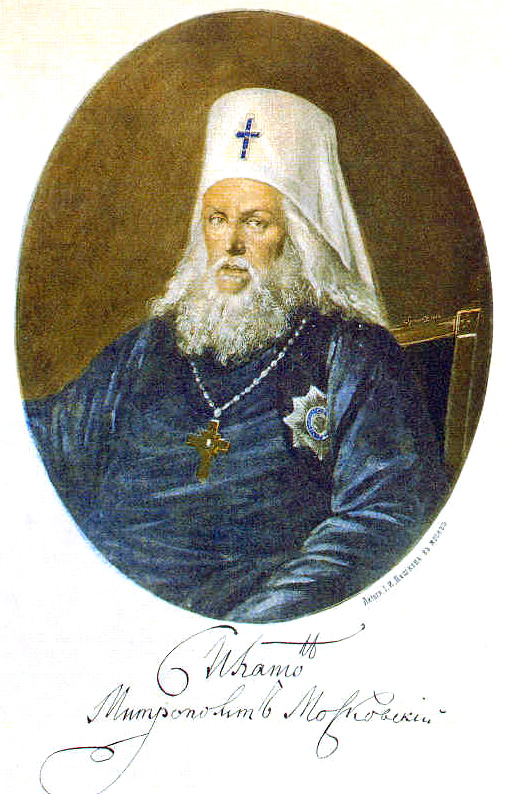
Посмертна літографія

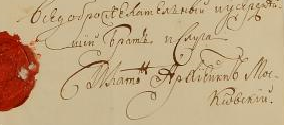
Автограф владики Платона (1779 р.)

- «Краткая российская церковная история» митрополита Платона стала первым научно-критическим исследованием по истории русской церкви.
- Акафист кн. Даниилу. — М., 1795.
- Акафист преп. Сергию Радонежскому чудотворцу. — М., 1795.
- Инструкция благочинным священникам. — М., 1775.
- Катехизис, или первоначальное наставление в христианском законе, толкованное всенародно, 1757 и 1758 гг., Ч. 2. — М., 1781.
- Краткий катехизис ради обучения малолетних детей христианскому закону. — М., 1775 и Вена, 1773, Вып. 8.
- Сокращенный катехизис для обучения отроков с присовокуплением молитв и христианского нравоучения.
- Сокращенный катехизис для священнослужителей с прилож. мест из слова Божия, правил св. апостол. и св. отец и духовного регламента и присяг. — М., 1775.
- Православное учение, или сокращенное христианское Богословие, с прибавлением молитв и рассуждения о Мелхиседеке. — СПб, 1765.
- Увещание раскольникам с чиноположением, как принимать обрающихся из них к Православной вере. — СПб, 1766.
- Христианское нравоучение к первой русской азбуке.
- Наставление для окрещённого им из турок Магмета в св. крещении Моисея Петровича Платонова.
- Житие св. Сергия Радонежского.
- Краткое истор. опис. Свято-Троиц.-Серг. Лавры, 1790 г.
- Записки о путешествии в Киев, 1804, изд. Снегиревым в Приб. к жизни митр. Платона. — М., 1856.
- Путевые заметки о путешествии в Ростов, Ярославль, Кострому, Владимир, 1792 (там же).
- Записки о своей жизни митр. Платона (с 1808 до 1812 г. ведены наместн. Лавры Самуилом Запольским).
- Ответы на 16 вопросов Вольтера.
- Собрание сочинений митрополита Платона были опубликованы в Москве в 1779—1807 годах в двадцати томах, большая часть записана во время проповедей, которых существуют около 500.